# Chorzów II
Chorzów II (pot. Cwajka) − dzielnica Chorzowa (niebędąca jednostką pomocniczą miasta), obejmująca północno-zachodnią część miasta. Nazwę Chorzów II podtrzymano w uchwale Rady miasta z 1991 r. (zmieniono nazwy pozostałych trzech dzielnic). Jest to północna część dawnego miasta Królewska Huta, gdzie znajduje się jego pierwotne centrum (okolice ul. 3 Maja i ul. Kalidego). Spośród dawnych osad Chorzów II obejmuje właściwą Królewską Hutę, Pnioki, Szarlociniec, Kolonię Górnołagiewnicką i Południowe Łagiewniki. Znajduje się tu także Osiedle Rodziny Oswaldów i Osiedle Pod Arkadami.